# بخش پففیکون
بخش پففیکون یکی از بخشهای کانتون زوریخ  در کشور سوئیس است.